# Tidiam Gomis
Tidiam Diadie Stephan Gomis (Meulan-en-Yvelines, 2006. augusztus 8. –) francia korosztályos válogatott labdarúgó, az RB Leipzig játékosa.

## Pályafutása

### Klubcsapatokban
Az OFC Les Mureaux és az ES Bouafle-Flins korosztályos csapataiban nevelkedett. 2019-ben csatlakozott a Caen akadémiájához, ahol hamar kiderült tehetsége. 2022. szeptember 13-án három évre szóló szerződést kötött a klubbal, így 16 évesen ő lett a Caen történetének legfiatalabb játékosa, aki profi szerződést kapott. A 2023-2024-es szezon elején felkerült a felnőttek közé.
2023. augusztus 12-én debütált a Pau elleni 2–0-s Ligue 2-es győzelem során. Pályára lépésével a klub történetének negyedik legfiatalabb játékosa lett. A 2023-as nyári átigazolási időszak utolsó napjaiban a Bundesligában szereplő Bayer Leverkusen is érdeklődött iránta, bár személyes feltételeket elfogadta, a Caen elutasított minden ajánlatot. 2024. május 17-én a bajnokság utolsó fordulójában a Valenciennes ellen megszerezte első két gólját a 3–0-ra megnyert találkozón, ezzel ő lett a klub történetének legfiatalabb játékosa, aki ezt a bravúrt elérte 17 évesen és 9 hónaposan.
2025. február 3-án négy és fél éves szerződést írt alá a német RB Leipzig csapatával. Március 8-án mutatkozott be a Freiburg elleni 0–0-ra végződő bajnoki találkozó ráadásában. Április 2-án a kupában a VfB Stuttgart ellen is bemutatkozott.

### A válogatottban
Franciaországban született, szenegáli származású, de a francia ifjúsági válogatottakban lépett pályára. Tagja volt a 2023-as U17-es labdarúgó-Európa-bajnokságon és az U17-es labdarúgó-világbajnokságon résztvevő válogatottnak. Az U19-es válogatott tagjaként pályára lépett a 2024-es U19-es labdarúgó-Európa-bajnokságon.